# Negombo
Negombo (sinhalsko මීගමුව [ˈmiːɡamuʋə]; tamilsko நீர்கொழும்பு [nir koɭumbu]) je veliko mesto na Šrilanki, ki leži na zahodni obali in v ustju Negombo lagune v Zahodni pokrajini. Negombo je med desetimi največjimi mesti v državi in je tudi upravna prestolnica divizije Negombo. Je eno glavnih trgovskih središč in je zelo pomembno gospodarsko središče s približno 142.449 prebivalci znotraj meja mesta.
Mesto leži približno 35 km severno od Kolomba. Znano po svoji stoletni ribiški industriji, z urejenimi ribiškimi trgi in dolgimi peščenimi plažami. Negombo je zahodnjaško, živahno mesto in je ena glavnih turističnih destinacij v državi. Glavno mednarodno letališče (Mednarodno letališče Bandaranayake) je v metropolitanskem območju Negomba.

## Etimologija
Ime "Negombo" so prvič uporabili Portugalci; singalsko ime Mīgamuva (මීගමුව) pomeni 'skupina čebel'. Imenovan je bil nekaj stoletij prej v času antičnih kraljev. Vojska kralja Kavantise je našla čebelji med v kanuju ob morski obali, za Viharamahadevi, mater bodočega kralja, ki je bila noseča s princem Dutugamunom. Zaradi tega se je mesto imenovalo 'Mee-Gomuwa'.

## Zgodovina
Divji cimet, ki je rasel v regiji okrog Negomba, naj bi bil »najboljši v vesolju, pa tudi najbolj bujen« in je stoletja privabljal tuje trgovce in kolonialne sile. Plitvina vode Negombo lagune je zagotavljala varno zatočišče za ladje in postala eno ključnih pristanišč (druga so Kalpitiya, Salavata, Kammala, Kolombo, Kalutara, Beruwala in Galle), od koder so singalski kralji opravljali zunanjo trgovino. 
Prvi muslimanski Arabci (Mavri) so prispeli na Cejlon v sedmem in osmem stoletju in sčasoma prevladali nad trgovskimi potmi vzhod-zahod. Mnogi so se odločili, da se bodo naselili na obalnih območjih, njihovo zapuščino pa je mogoče videti še danes; njihovi potomci ostajajo največja manjšinska skupina v Negombu.
Mavrski monopol nad trgovino s cimetom in krožno in pretežno kopensko potjo, po kateri so ga prevažali v Evropo in Sredozemlje, je močno pripomogel k stroškom . V poznem petnajstem in zgodnjem šestnajstem stoletju so jo prevzeli Portugalci.
Pristanek Portugalcev v zgodnjih 1500-ih je izrinil Mavre. V Negombu so zgradili trdnjavo in prevzeli trgovino s cimetom za zahod. Med portugalsko okupacijo je Karawa (tradicionalni ribiški klan iz Negomba) skoraj brez izjeme sprejel katolicizem. Tako uspešno so se spreobračali, da je današnji Negombo znan kot "Mali Rim", saj ej skoraj dve tretjini prebivalstva katoliške vere.
Portugalska je prestrukturirala tradicionalno pridelavo in upravljanje cimeta in ohranila nadzor nad trgovino več kot stoletje. Upad njihove moči se je začel leta 1630, ko je vojna med Portugalsko in  Kandijskim kraljestvom povzročila zastoj. Kandijski kralj se je obrnil za pomoč na Nizozemce.  Nizozemci so leta 1646 prevzeli Negombo od Portugalske in se deset let z njimi pogajali o premirju. V tem obdobju je Kandijski kralj skušal sprožiti konflikt med narodi, tako da je prečkal ozemlje te enote in napadel drugo. Enkrat je zajel trdnjavo Negombo in poslal nizozemskega poveljnika Adrianja Vanderja Stella k rojakom v Galle.  Čeprav so Nizozemci z diplomatskimi sredstvi uspeli ponovno pridobiti nadzor nad Negombom, so se sovražnosti nadaljevale. Zlasti prekinitev trgovanja s cimetom je bila priljubljena kraljeva metoda nadlegovanja Nizozemcev. 
Zgodovino nizozemske kolonialne dobe je mogoče videti v utrdbi Negombo, zgrajeni leta 1672, drugih nizozemskih zgradbah, cerkvah in obširnemu sistemu kanalov, ki tečejo 120 km od Kolomba na jugu, preko Negomba do Puttalama na severu.
V osemnajstem stoletju je povpraševanje po cimetu iz Cejlona preseglo oskrbo in zdi se, da je trpela kakovost. Drugi dejavniki, vključno stalna sovražnost Kandijske vlade in trgovina s cimetom iz Kitajske, so povzročili 40-odstotno zmanjšanje količine cimeta, izvoženega med letoma 1785 in 1791. Kljub poskusom čiščenja zemlje okoli Negomba in ustvarjanja nasadov cimeta, ko je prevzel trgovino leta 1796 britanski poveljnik polkovnik Stuart, je bilo jasno, da je industrija upadala. Slaba politika, ki jo je uvedel Frederick North, prvi guverner britanskega Cejlona, je še povečal problem. Do 18. stoletja se je komercialni interes preselil drugam.
Po prevzemu Kandijskega kraljestva s strani Velike Britanije leta 1815 je Negombo izgubil svojo strateško vrednost. Vendar se je še naprej razvijal v komercialnem smislu. Ribolov je bil na Cejlonu središče trgovine z morskimi sadeži, mnogi priseljenski ribiči, ki so šli v majhno uspešno mesto, so vsako leto prispevali z dobičkom svojih podjetij. Leta 1907 je bilo mesto povezano z velikim železniškim projektom, ki je povezal otok pod britanskim nadzorom in spodbudil rast nasadov kokosovih palm, čaja in kave.

## Geografija
Negombo leži na približno 2 metrih nadmorske višine in je mešanica kopnega in vode. Nizozemski kanal teče skozi središče mesta. Laguna je ena od najbolj slikovitih znamenitosti. V njenih mangrovah je več kot 190 vrst divjih živali in veliko ptic. Severno mejo mesta oblikuje reka Ma Oya, ki odteka v Indijski ocean.
Po Köppnovi podnebni razvrstitvi je za Negombo značilno tropsko podnebje deževnega gozda. Mesto prejme padavine predvsem iz jugozahodnih monsunov od maja do avgusta in od oktobra do januarja. V preostalih mesecih je zaradi konvekcije malo padavin. Povprečna letna količina padavin znaša približno 2400 milimetrov. Povprečna temperatura se giblje med 24 in 30 stopinj Celzija, od februarja do aprila so visoke ravni vlage.

## Laguna Negombo
Laguna Negombo je veliko polzaprto obalno vodno telo z veliko naravnimi viri. Laguno polnijo številne majhne reke in Nizozemski kanal. Z Indijskim oceanom je povezana z ozkim kanalom na severu blizu mesta. Laguna in močvirno območje podpirata tudi lokalno kmetijstvo in gozdarstvo. Ima bogata mangrovska močvirja in privlači veliko vodnih ptic. Tu živi mnogo različnih vrst rastlin, živali in predvsem ptice. Laguna Negombo je glavna lokalna in turistična atrakcija predvsem za oglede in izlete s čolni.
Ribiči, ki živijo ob laguni, živijo v skrajni revščini v vasicah iz palmovih vej ob robu vode. V glavnem se za preživetje zanašajo predvsem na svoje tradicionalno znanje o letnih časih, pri čemer uporabljajo čolne s preveso, ki so izrezani iz drevesnih debel in najlonske mreže, da od septembra do aprila omogočajo skromen ulov. Njihove jadrnice so izdelane v dveh oblikah – oruvas (vrsta jadrnice) in paruvas (velik katamaran).
Laguna je generacijam zagotovila ribnik z bogato ponudbo rakov, kozic, jastogov, sip in številnih avtohtonih vrst rib. Moški so se redno odpravili na ribolov na ocean, pogosto pa izgubili denar v zakupu. V zadnjih letih so vaščani dopolnili dohodek, pridobljen z ribolovom, z zbiranjem groga ali palmovega soka, ki se uporablja za kuhanje araka.

## Promet
Letališka avtocesta (E03), ki je bila odprta leta 2013, povezuje prestolnico Kolombo preko priključka Katunayake z mestom Negombo, kar zmanjša čas potovanja na približno 20 do 30 minut.
Obstaja avtocestni avtobusni prevoz, ki teče od Negomba do Matare (južni konec države) in do Galleja s pomočjo južne hitre ceste.
Glavna cesta A3 iz Kolomba poteka skozi Negombo do Džafne in Trincomalee preko Anuradhapure. Negombo je povezan z nekaterimi cestami razreda B. V okolici Negomba je dobra cestna mreža.
Kompleks avtobusnega terminala Negombo je eden od najboljših na Šrilanki. Ima moderne arhitekturne lastnosti, sodobno udobje in več naprav za potnike in javnost. Ponujajo številne avtobusne proge, ki se povezujejo z nekaterimi glavnimi destinacijami v državi.

## Demografija
Po statističnih podatkih je leta 2011 živelo 6,3% prebivalstva v okrožju Gampaha, v mestnih mejah Negomba in 11,6% prebivalstva v metropoli Negombo. To je večetnično in večkulturno mesto. Večina prebivalcev pripada singalski večini. V mestu živi tudi velika tamilska in muslimanska skupnost.

## Religija
Negombo je več versko mesto. Od začetka evropske kolonizacije je okrožje Negombo imelo večino rimskokatolikov skupaj z budisti, hindujci in muslimani.
Katoliki in krščanska cerkev
Negombo je dobil ime Mali Rim zaradi zelo bogatih katoliških cerkva iz portugalske dobe, kot je cerkev svete Marije in je najpomembnejša. Cerkev svetega Sebastijana na ulici See Street in Katuwapitiya, cerkev svetega Štefana, stolnica svete Marije, cerkev svete Anne v Kurani in Palangaturi in cerkev sv. Antona Dalupotha so največje župnije v Negombu. V mestu je več kot 25 rimokatoliških cerkva.
V Negombu je tudi Cerkev Jezusa Kristusa svetih iz poslednjih dni. Zgradba cerkve stoji zahodno od križišča ulice Ave Maria in ulice Old Chilaw. Obstajajo tudi metodistične cerkve, baptistične cerkve in druge anglikanske cerkve.
Budistični tempelj
Agurukaramulla Raja Maha Viharaya (Bodhirajaramaya) je slavni budistični tempelj, ki vsako leto privabi budiste iz vse Šrilanke. Tu so še znani budistični templji Abhayasekararamaya tempelj (Podipansala), Sri Sudarshanaramaya, Dutugamunu viharaya in Asapuwa.
Hindu Kovil (tempelj)
Obstaja tudi veliko hindujskih templjev (kovil): tempelj Kali, tempelj Ganapathi (Pillaiar), tempelj Kamachchi Amman, tempelj Muththumari Amman, tempelj Murugan (Kandaswami), tempelj Karumari Amman so nekateri od njih.
Muslimanske mošeje
V Negombu je devet mošej. Kamachchoda Jummah Masjid v Kamachchodi je ena najstarejših na Šrilanki. Druga stara mošeja je Udayar Thoppuwa, ki jo je leta 1846 zgradil Maththicham Saleem Lebbe Muhammed Thamby Vidane in je še vedno v uporabi.

## Gospodarstvo
Negombo velja za enega največjih gospodarskih središč v državi. Oddaljen je približno 5-6 km od mednarodnega letališča Bandaranaike in območja proste trgovine. Ima srednje veliko ribiško pristanišče (uporabljalo se je v obdobjih portugalske in nizozemske kolonizacije).
Gospodarstvo v mestu temelji predvsem na turizmu in njegovi stoletni ribiški industriji, čeprav proizvaja tudi cimet, keramiko in medeninasto posodo.
Podružnica Colombo Stock Exchange-Negombo in številne pomembne finančne družbe imajo v mestu svoje ključne podružnice. Obstajajo veleblagovnice, veliki supermarketi in butiki na živahnih ulicah downtowna in mednarodne trgovine s hrano.

## Turizem
Negombo je pomembna turistična destinacija na Šrilanki. To je idealno in liberalno mesto z razkošjem, tropskim življenjskim slogom, za tiste, ki želijo hiter dostop do glavnega mednarodnega letališča v državi in tudi v mesto Kolombo. Omrežje 100 km kanalov po mestu se še vedno uporablja. Kanalski čolni in sodobna vodna plovila dnevno vozijo za potrebe trgovine in turizma. Ostanki kolonizacije so nizozemska utrdba, zgrajena leta 1672 ter stoletne stare portugalske in nizozemske hiše, upravne zgradbe, Nizozemski kanal, cerkve in stropne freske stolnice svete Marije, Bodhirajarama Maha Viharaya (tempelj Angurukaramulla) ) – මීගමුව බෝධිරාජාරාමය. 
Negombo je sedež drugega največjega trga rib, lokalno znanega kot Lellama (Lel-La-Ma), na severnem koncu lagune. Na voljo so dnevne dražbe rib, ki turistom omogočajo, da se srečajo z ribiči, kupijo ribe in celo organizirajo ribolov in izlete v laguno in ocean. Druge bližnje zanimivosti, ki so odprte obiskovalcem, so močvirski svet Muturajawela, ki je del rezervata velikega 6.000 hektarjev. Zaščitena mangrova laguna je dom več kot 190 vrst prosto živečih živali.
Negombo ponuja eno izmed najboljših peščenih plaž in hotelov ter naselja na zahodni obali Šrilanke. To privablja turiste, ki se ustavijo čez dan na poti v ali iz letališča. Nekatere mirne odseke plaže vzdržujejo turistični hoteli, medtem ko so druge vedno zasedene z ribiči in njihovo opremo. Vodni športi in potapljanje so priljubljeni med obiskovalci, z nekaj dobro ohranjenimi koralnimi grebeni in 50-letnim brodolomom, znanem tudi kot Kudapaduwa (Ku-Da-Paa-Du-We), ki služi kot umetni greben za mnoge vrste rib. Mora Wala (Mo-Ra-Wa-La) in Beach Park sta zelo zanimivi mesti.
Obstajajo lokalne obrti, butiki batika in nakita na plažah in trgovinah.